# Carroll W. Pursell
Carroll Wirth Pursell, Jr. (* 4. September 1932 in Tulare County, Kalifornien) ist emeritierter Professor an der Case Western Reserve University und außerordentlicher Professor für moderne Geschichte an der Macquarie University in Sydney.
Daneben war er Präsident der Society for the History of Technology (SHOT), deren Leonardo da Vinci Medal er 1991 erhielt, und des International Committee for the History of Technology (ICOHTEC).
Pursell wurde 1962 in Berkeley promoviert.

## Werke
- Technology in Postwar America
- The Machine in America: A Social History of Technology
- A Hammer in Their Hands: A Documentary History of Technology and the African-American Experience
- The Military-Industrial Complex